# Karl Gottlob Schönherr
 Karl Gottlob Schönherr  (* 15. August 1824 in Lengefeld; † 9. Juli 1906 in Dresden) war ein sächsischer Kirchen- und Historienmaler.

## Leben
Karl Schönherr wurde als Sohn des Schuhmachermeisters Christian Schönherr am 15. August 1824 in Lengefeld geboren. Frühzeitig wurde seine Begabung zum Malen und Zeichnen erkannt. Mit 15 Jahren bestand er die Aufnahmeprüfungen der Dresdner Kunstakademie. Während seiner Studienzeit bemalte er Spieldosen für eine Zöblitzer Firma und finanzierte sich so sein Studium. In den Jahren 1839 bis 1852 studierte er an der Dresdner Kunstakademie und war Schüler bei Julius Hübner und Eduard Bendemann. Zwischenzeitlich arbeitete er in den Ateliers seiner Professoren, um sich weiter zu profilieren. Für seine überragenden Studienergebnisse erhielt er ein Reisestipendium für eine Studienreise. In den Jahren von 1852 bis 1854 bereiste er Italien, wo er sein Studium abschloss. Für seine hervorragenden Ergebnisse wurde er mit der Auszeichnung der kleinen goldenen Medaille der Kunstakademie Dresden geehrt.
Seine Malereien und Zeichnungen waren geprägt von religiösen Themen, insbesondere Darstellungen von Szenen des Neuen Testamentes. Bereits im Jahr 1844 zeigte er in einer Dresdner akademischen Ausstellung auf der Brühlschen Terrasse seine Werke und war von da an immer vertreten. Ab dem Jahr 1857 bis 1900 lehrte er an der Kunstakademie und wurde im Jahr 1864 zum Professor berufen. Im Jahr 1888 wurde er zum Mitglied des akademischen Rates Dresden gewählt. Zu seinen Studenten gehörten zum Beispiel Osmar Schindler und Robert Sterl. Mit seinen Studenten gestaltete er in den neuen Dresdner Stadthäusern die Wände der Treppenaufgänge, wie in der Johann-Georgen-Allee und am Sachsenplatz.
Am 9. Juni 1906 verstarb er in Dresden und wurde auf dem Johannisfriedhof beigesetzt.

## Werke

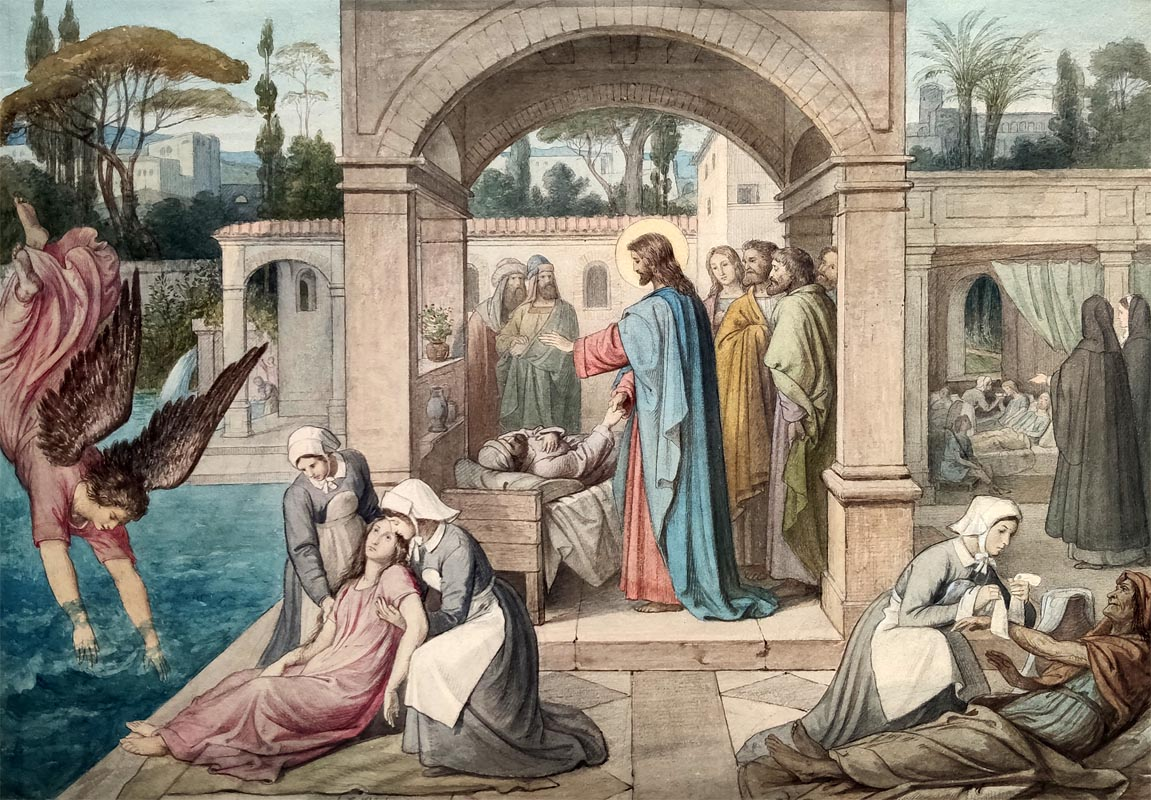
Christus besucht die Kranken, Aquarell

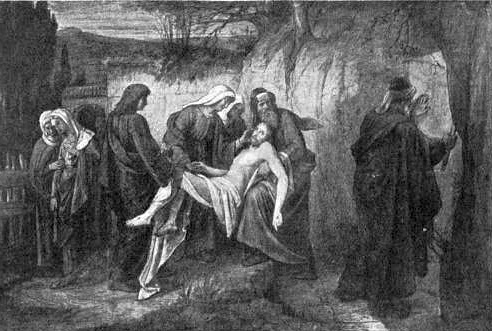
Wandgemälde in der Dresdner Erlöserkirche

- 1843?: Madonna con Bambino e San Giovannino
- 1844: Triptychon mit der Darstellung der theologischen Tugenden Glaube-Liebe-Hoffnung
- 1853: Maria mit dem Kind und dem Johannesknaben
- 1854: Petrus die Tabea erweckend, SKD und das Bild Petrus Forschegrund, Kriegsverlust.[4]
- 1855: Ausmalung an der Decke und den Wänden der Kirche Franciscus Xaverius Dresden
- 1859: Drei Engel verheißen Abraham die Geburt seines Sohnes Isaak
- 1863: Sgraffitoschmuck an der Nordseite des Eidgenössischen Technischen Hochschule Zürich (Polytechnikum Zürich) in Zürich, zusammen mit Gottfried Semper und A. Wilhelm Walther
- 1863: Altargemälde Christus, die Seinen segnend gen Himmel fahrend, Kirche Oberoderwitz, Geschenk des Sächsischen Kunstvereins.[5]
- ca. 1869: Altargemälde in der Kirche Neuhausen
- 1883: Die vier Jahreszeiten
- 1883: Altargemälde Auferstehung Christi, Kirche Langebrück[6]
- Altargemälde der Begräbniskapelle Lößnitz
- 1886: Altargemälde der Kirche zu Lengefeld/Erzgeb.Verklärung Christi[7]
- 1887: Altargemälde der Kirche zu Pockau Segnender Christus[8]
- 1889: Altargemälde Der Auferstandene und die Emmausjünger, Christuskirche Bischofswerda
- 1889/90: Altargemälde Auferstehung Christi. Kirche Stadt Wehlen[9]
- 1890: Gemälde Christi Geburt.[10] Dorfkirche Lohmen
- 1890: Zwei Mönche im Gespräch mit einem Hirten
- 1890: Altargemälde Christus am Kreuz und Das Abendmahl in der Matthäuskirche Dresden
- 1896: Quo vadis? Christus auf dem Wag nach Emmaus
- 1899: Altargemälde Christus am Kreuz und Drei Marien am Grab in der Kandlerkirche in Krummenhennersdorf
- Altargemälde, Kirche Schmorkau
- Altargemälde Christus am Ölberg, Kirche in Cherson in Russland.[11]
- 1897: Wandmalereien in der Kirche Limbach bei Wilsdruff[12]
- Fresken in der Stadtkirche zu Borna bei Leipzig
- Altargemälde Die Verklärung Christi, Kirche in Thurm bei Zwickau